# ダグラス (オートバイ)
ダグラス(Douglas)は、かつてイギリスにあったオートバイメーカーである。1907年に創業し、1957年に買収された。ブリストル・キングスウッドに拠点を置いた。特に水平対向2気筒エンジンのオートバイとスピードウェイマシンの製造で知られていた。また、1913年から1922年までは4輪自動車も製造していた。

## 歴史

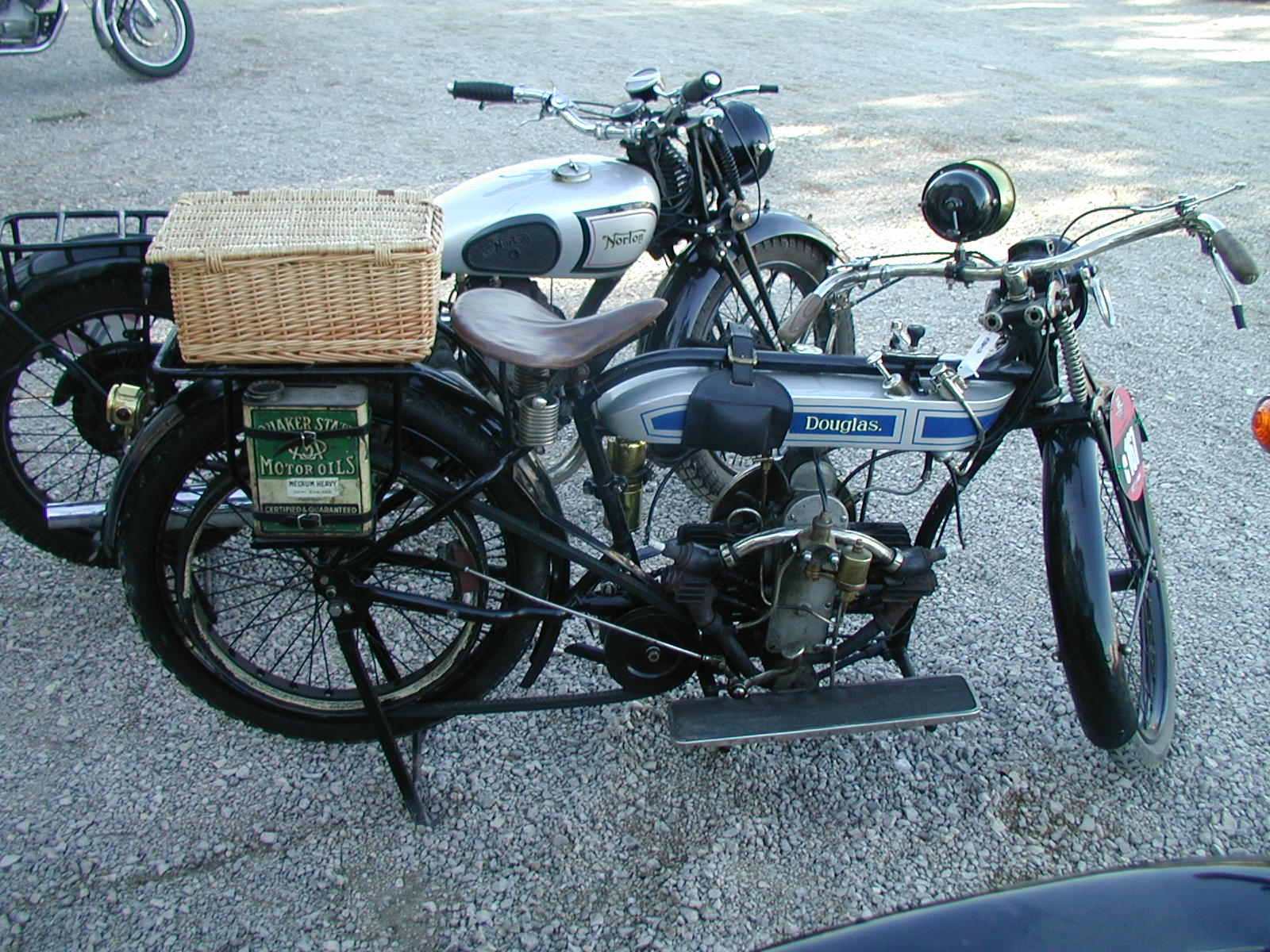
ダグラス社のオートバイ

1882年、ウィリアム・ダグラスとエドウィン・ダグラスの兄弟が、ブリストルにダグラス・エンジニアリング社(Douglas Engineering Company)を設立した。当初は鍛冶の仕事をしていたが、その後、鋳造業へと発展した。
ダグラス社の顧客の1つにジョセフ・F・バーター(Joseph F. Barter)のライト・モーターズ社(Light Motors Ltd.)があった。バーターは1902年から1904年にかけて2輪車用単気筒エンジンを製造し、その後、Féeという2輪車用エンジンシステムを開発した。Féeの200cc水平対向2気筒エンジンは横置きに取り付けられ、その下にチェーン駆動のカウンターシャフトとクラッチがあり、駆動ベルトによって後輪に動力を与えた。バーターはFéeシステムを製造するためにライト・モーターズ社を設立した。1905年に生産が開始され、その後まもなくFéeという名前はフェアリー(Fairy)に改称された。1916年の『モーターサイクル』誌には、1904年のFéeが最初の水平対向2気筒エンジンであり、その後多くのコピーが作られたと書かれている。ダグラス社はライト・モーターズ社のために鋳造を行い、1907年にライト・モーターズ社が廃業すると製造権を引き継いだ。
1907年に350ccのダグラスバージョンが販売された。これはフェアリーと同様にエンジンをフレームの高い位置に横置きしたものだが、その下にチェーン駆動のカウンターシャフトがなく、ベルト式のファイナルドライブを採用していた。1907年のスタンレーショーでは、自動吸気バルブと2速ドライブを備えたV4エンジンのオートバイで注目を集めた。V4は生産されることはなく、1908年のショーでは、エンジン位置を低くして軽量化された改良型の横置き2気筒のみが展示された。1911年頃には、エンジン位置を低くするためにフレームが変更され、1912年には自動吸気バルブが機械式バルブに変更された。
第一次世界大戦中のダグラス社は、軍用オートバイを約7万台製造するなど、主要なオートバイメーカーとなっていた。『モーターサイクル』誌に掲載された1916年の水平対向2気筒エンジンのレビューには、ダグラスエンジンの2つのモデルが掲載されている。1つは口径60.5mm、行程60mmの2.75馬力(350cc)で、バルブはエンジン側面に横並びに配置されていた。もう1つは口径72mm、行程68mmの4馬力(544cc)のフラットツインである。この大型エンジンとの大きな違いは、オイルを油溜めに入れてポンプでベアリングやシリンダーに供給していたことである。油溜めにはオイルの残量を確認するためのガラス窓が付いていた。バルブはシリンダーの上に並んで配置されていた。第三のエンジンは、ダグラス社がサイクルカー（小型4輪車）を念頭に置いて製造したウィリアムソン・フラットツインで、1912年からはウィリアムソン・モーター社の2輪車に使用するために製造された。これは964cc、口径85mm、行程85mmの8馬力エンジンだった。当初は水冷だったが、1913年からは空冷も可能になった。
1920年代、ダグラス社は初のディスクブレーキを製造した。また、この頃、アルバート王子（後の国王ジョージ6世）やヘンリー王子にオートバイを供給する王室令状が下付された。

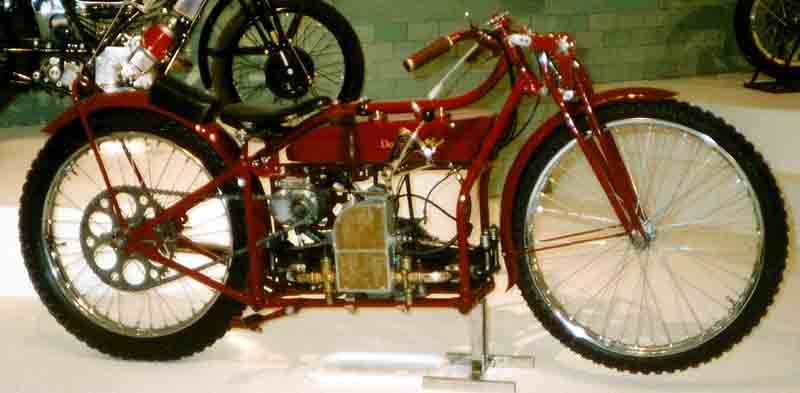
ダグラス DT 500 cc（1929年）

ダグラス社のオートバイは、ダートトラックレースでも人気となった。当初はディスクブレーキを搭載した1923年のRAモデルが人気となり、これをきっかけにダグラス社はダートトラックレース用のモデルを製作した。ダートトラックレース用モデルは、1920年代後半から1930年代初頭にかけて、サイズと出力が次第に大きくなっていった。ダートトラックレース用モデルのエンジンは、半球型燃焼室と短い剛体鍛造のクランクシャフトを備えていた。ダグラス社のオートバイは、約3年間ダートトラックレースを席巻した。ダートレースで最も成功した1929年には、1,200台のダートトラック用バイクが販売された。
エンデバー(Endeavour)は494ccのシャフトドライブモデルで、1934年に登場した。これも水平対向2気筒だったが、ダグラス社は初めてエンジンを横置きではなく縦置きにした。当時の他の会社と同様に、ダグラス社は苦戦を強いられており、他の輸送機器への多角化を試みていた。
オートバイの生産は第二次世界大戦中も継続され、発電機にまで拡大された。戦後間もない1948年、ダグラス社は再び苦境に立たされ、生産を350cc水平方向2気筒モデルのみにした。これらの最初のモデルであるT35は、トーションバーを使用したユニークなリアサスペンション（スイングアーム）を装備した最初の2輪車の1つだった。1955年の350ccのダグラス・ドラゴンフライが最後に生産されたモデルだった。このモデルは、水平方向2気筒でありながら、シャフトドライブではなくチェーンリアドライブが採用されていた。
1957年にウェスティングハウス・ブレーキ・アンド・シグナルにより買収され、ダグラスブランドのオートバイの生産は終了した。その後のダグラスは、ベスパのスクーターをイギリスに輸入し、後にジレラのオートバイを輸入して組み立てていた。
1932年から1933年にかけて、アメリカ人のロバート・エジソン・フルトン・ジュニアが、自動車用タイヤを装着した6馬力のダグラス・ツインにより世界一周を果たしたことで、ダグラス社は大きな注目を集めた。フルトンは"One Man Caravan"（一人キャラバン）という旅行記を執筆した。

## サイクルカー
ジョセフ・バーターの水冷1070ccの水平2気筒エンジンのバージョンが、1913年に2人乗りのサイクルカーに搭載された。当時の平均的なサイクルカーよりも優れた装備で、車体前部に配置されたエンジンから後輪へのシャフトドライブを特徴し、200ポンドで販売された。リアサスペンションは、ディファレンシャルの上にマウントされた水平コイルばねという珍しいもので、フロントは車軸懸架と半楕円重ね板ばねを使用していた。
第一次世界大戦中は生産が中断され、戦後の1919年に再登場したときには、エンジンが1224ccに拡大され、価格は400ポンドに、その後500ポンドに値上げされた。値段の高さのため、数百台が作られたが、売れ行きが悪くなった。
現在、オリジナルの車体は残っていないが、オリジナルの部品を使用したレプリカがいくつか作られている。

## オートバイレース

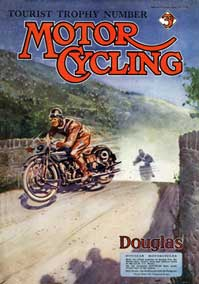
1926年のバイク雑誌の表紙に掲載された、マン島TTレースでのダグラス社のバイク

ダグラス社は、オートバイレースやトライアルイベントで何度も優勝を収めた。1912年のマン島TTレースのジュニアTTに4速ギアボックスを搭載した車両で参戦し、1位、2位となった。
1923年のマン島TTレースでは、ジュニアTTとシニアTTには12台のダグラス社製のバイクがエントリーし、初めて開催されたサイドカーレースに3台が出場した。トム・シアードは、500ccシニアTTで優勝し、フレディ・ディクソンと共にサイドカーレースを制した。ジム・ホエーリー(Jim Whalley)はウエットレース中のシニアTTで時速60マイル弱（97km/h）のファステストラップを記録した。また、ジュニアTTでも3位に入った。1923年には、ホエーリーが288マイル(463 km)の距離を走るフランスグランプリで優勝し、ダーバン＝ヨハネスブルグ・マラソン・レースでもダグラス社のマシンが優勝した。このレースでは、パーシー・フロックが2.75馬力のマシンで平均時速43マイル(69km/h)で430マイル(690km)を走った。同年には、ジム・ホエーリーがスペイン12時間レースで優勝し、アレック・ベネットがウェールズTTレースで優勝した。1929年のオーストリアTTでは、ルドルフ・ルッチがダグラス社のマシンにより優勝した。
戦後、ダグラス社のロードレースでの優勝はほとんどなかったが、マーク3は1950年のBMRCの「シルバーストーン・サタデー」でベロセット、ノートン、BSAゴールドスターを破って優勝した。

## 影響

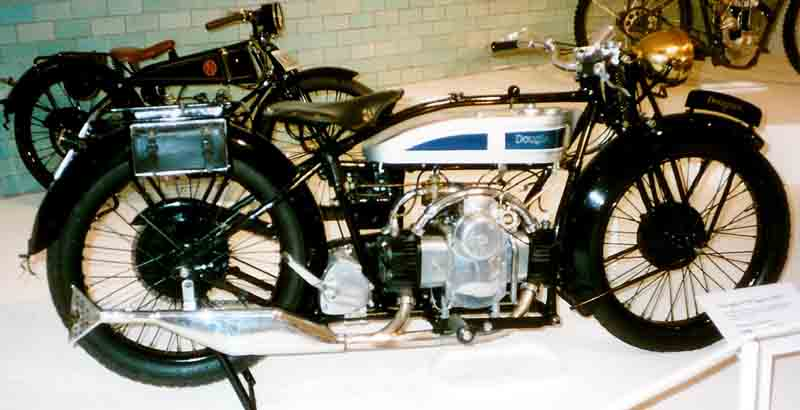
ダグラス EWスポーツ 600cc（1927年）

ダグラス社の伝統的な水平方向2気筒エンジンのレイアウトは、1910年代から1920年代にかけて、他のオートバイメーカーによって模倣された。1912年から1914年までコベントリーが製造したウィリアムソン・フラット・ツインは、ダグラス社のレイアウトを採用し、ダグラス社製のエンジン、フォーク、ギアボックスを搭載したリッタークラスのオートバイだった。アメリカでは、1917年から1919年までインディアンが製造したモデルOや、1919年から1923年までハーレーダビッドソンが製造したモデルWは、いずれもダグラス社のレイアウトを採用していた。
エンジンメーカーだったBMWが1920年に独自の水平方向2気筒エンジンM2B15を発売し、それからドイツのいくつかのメーカーがダグラスレイアウトのオートバイを製造し始めた。このM2B15は、ダグラス社のオートバイ用エンジンのリバースエンジニアリングにより開発されたものである。